# Bartosz Kapustka
Bartosz Kapustka, né le 23 décembre 1996 à Tarnów en Pologne, est un footballeur international polonais. Il occupe actuellement le poste de milieu offensif au Legia Varsovie.

## Biographie

### Formation
Né à Tarnów, Bartosz Kapustka est formé au Tarnovia. En début d'année 2010, il rejoint Cracovie et le club de l'Hutnik, réputé pour ses catégories de jeunes et ayant formé par exemple les internationaux Marcin Wasilewski, Tomasz Hajto ou Michał Pazdan.
De retour à Tarnów en 2011, il repart à Cracovie dès la saison 2012-2013 en s'engageant avec le Cracovia. Avec l'équipe des moins de dix-neuf ans, il dispute la phase finale du championnat national, qui regroupe les quatre meilleures formations, remportée par le Legia Varsovie. Alors qu'il n'a toujours pas dix-sept ans, il entame une deuxième saison avec l'équipe, et rejoint même quelquefois la réserve, engagée en cinquième division.
En février 2014, il signe son premier contrat professionnel, valable jusqu'en décembre 2016.

### Débuts en première division et en sélection
Le 29 mars 2014, Kapustka joue son premier match en première division, contre le Widzew Łódź. Il continue par la suite à jouer avec les moins de dix-neuf ans et la réserve. En mai, il dispute une deuxième rencontre avec les pros.
S'entraînant régulièrement avec l'équipe première lors de la saison 2014-2015, il y joue son premier match le 24 septembre, en Coupe de Pologne. Titulaire surprise quatre jours plus tard lors du derby de Cracovie, remporté par le Cracovia, Kapustka ne quitte plus le groupe après sa bonne prestation. Pour sa première saison complète chez les professionnels, le jeune joueur dispute vingt-six matchs.
Positionné au centre du terrain, il devient l'un des joueurs clés du club lors de la saison suivante, à seulement dix-huit ans. Il prend une grande part dans ses bons résultats, le Cracovia jouant pour la première fois depuis sa remontée en Ekstraklasa le haut du tableau, et est même sélectionné par Adam Nawałka pour rejoindre l'équipe nationale en septembre. Le 7 septembre 2015, Bartosz Kapustka dispute son premier match avec la sélection, face à Gibraltar, lors des éliminatoires de l'Euro 2016. Entré en jeu à la 62e minute à la place de Jakub Błaszczykowski, il marque son premier but dix minutes plus tard. Deux mois plus tard, lors de sa deuxième rencontre internationale, il marque à nouveau, cette fois-ci contre l'Islande.

## Statistiques
| Saison                | Club                       | Championnat           | Championnat | Championnat | Coupe(s) nationale(s) | Coupe(s) nationale(s) | Supercoupe | Supercoupe | Compétition(s) continentale(s) | Compétition(s) continentale(s) | Compétition(s) continentale(s) | Pologne | Pologne | Total | Total |
| Saison                | Club                       | Division              | M.          | B.          | M.                    | B.                    | M.         | B.         | Comp.                          | M.                             | B.                             | M.      | B.      | M.    | B.    |
| 2013-2014             | Cracovia                   | Ekstraklasa           | 2           | 0           | -                     | -                     | -          | -          | -                              | -                              | -                              | -       | -       | 2     | 0     |
| 2014-2015             | Cracovia                   | Ekstraklasa           | 23          | 2           | 3                     | 1                     | -          | -          | -                              | -                              | -                              | -       | -       | 26    | 3     |
| 2015-2016             | Cracovia                   | Ekstraklasa           | 33          | 4           | 2                     | 1                     | -          | -          | -                              | -                              | -                              | 11      | 2       | 46    | 7     |
| 2016-2017             | Cracovia                   | Ekstraklasa           | 2           | 0           | -                     | -                     | -          | -          | -                              | -                              | -                              | -       | -       | 2     | 0     |
| Sous-total            | Sous-total                 | Sous-total            | 60          | 6           | 5                     | 2                     | -          | -          | -                              | -                              | -                              | 11      | 2       | 76    | 10    |
| 2016-2017             | Leicester City             | Premier League        | -           | -           | 3                     | 0                     | -          | -          | -                              | -                              | -                              | 3       | 1       | 6     | 1     |
| Sous-total            | Sous-total                 | Sous-total            | -           | -           | 3                     | 0                     | -          | -          | -                              | -                              | -                              | 3       | 1       | 6     | 1     |
| 2017-2018             | SC Fribourg (prêt)         | Bundesliga            | 7           | 1           | 2                     | 0                     | -          | -          | -                              | -                              | -                              | -       | -       | 9     | 1     |
| Sous-total            | Sous-total                 | Sous-total            | 7           | 1           | 2                     | 0                     | -          | -          | -                              | -                              | -                              | -       | -       | 9     | 1     |
| 2018-2019             | Oud-Heverlee Leuven (prêt) | Proximus League       | 4           | 1           | -                     | -                     | -          | -          | -                              | -                              | -                              | -       | -       | 4     | 1     |
| Sous-total            | Sous-total                 | Sous-total            | 4           | 1           | -                     | -                     | -          | -          | -                              | -                              | -                              | -       | -       | 4     | 1     |
| Total sur la carrière | Total sur la carrière      | Total sur la carrière | 71          | 8           | 10                    | 2                     | -          | -          | -                              | -                              | -                              | 14      | 3       | 95    | 13    |